# 南石下駅
南石下駅（みなみいしげえき）は、茨城県常総市大房にある関東鉄道常総線の駅である。
常総市（旧・石下町）の南部に位置する。

## 歴史
- 1931年（昭和6年）11月5日：常総鉄道の駅として開業[1]。
- 1945年（昭和20年）3月30日：筑波鉄道（初代）との合併により、常総筑波鉄道の駅となる[1]。
- 1965年（昭和40年）6月1日：鹿島参宮鉄道との合併により、関東鉄道の駅となる[1]。
- 2009年（平成21年）3月14日：ICカードPASMO供用開始[2][1]。

## 駅構造

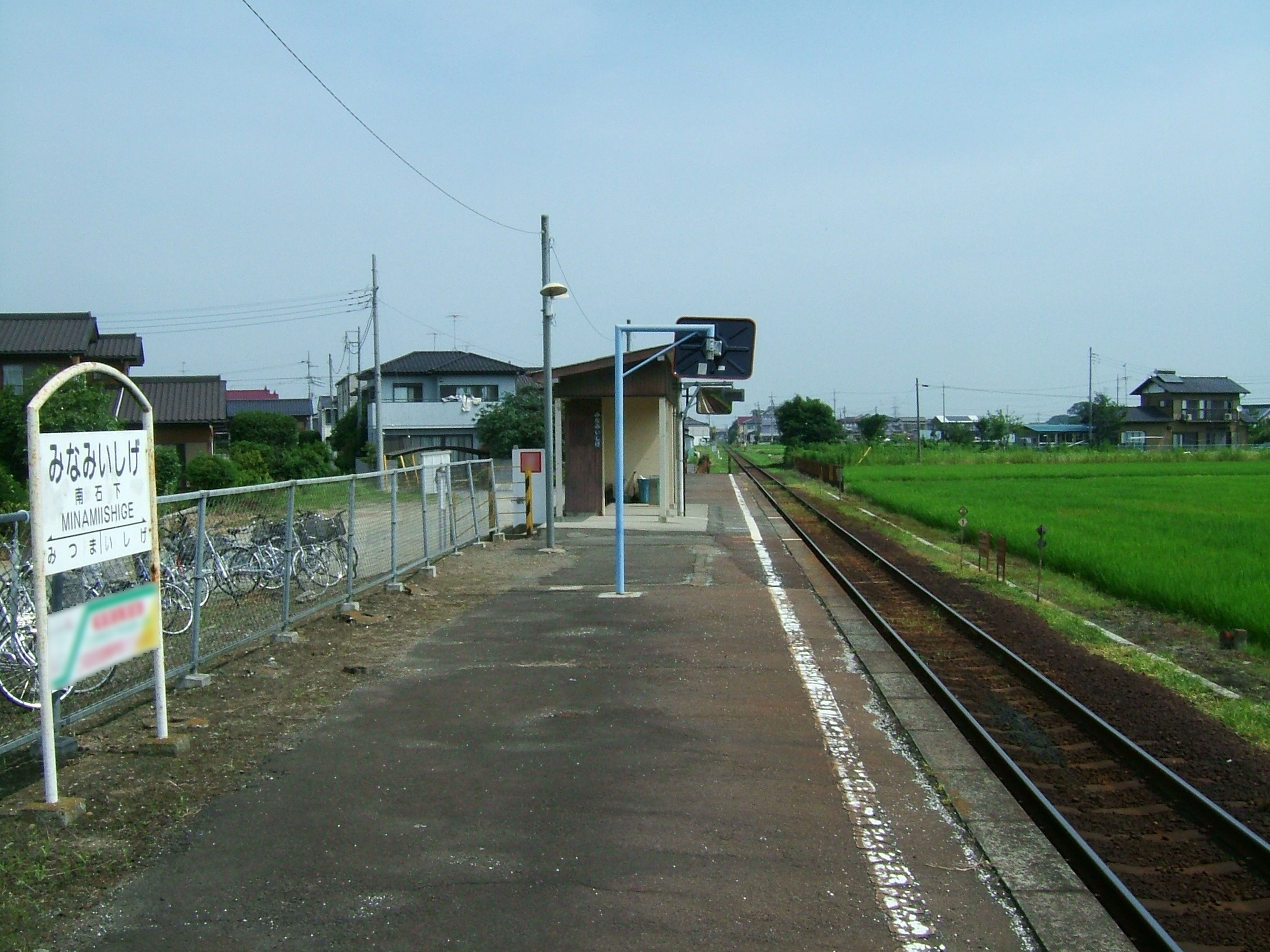
ホーム（2008年7月）

単式ホーム1面1線の地上駅で無人駅。駅舎はない。
待合室に背を向ける形で自動販売機が設置されている。
簡易PASMO改札機が設置されている（オートチャージ対応）。

## 当駅における運行形態
- 上り（水海道・守谷・取手方面）
  - 日中は概ね1時間に2本の普通列車（取手行、一部守谷行）が停車する。一部列車は、水海道乗り換え取手行も設定されている[注釈 1][3]。
- 下り（石下・下妻・下館方面）
  - 日中は概ね1時間に2本の普通列車（下館行）が停車する。夜間には、下妻行の区間列車も設定されている[3]。

## 利用状況
2022年度の一日平均乗降人員は289人である。
近年の一日平均乗車人員の推移は下記のとおり。
| 推移 | 推移     | 推移     |
| 年度 | 乗車人員 | 乗降人員 |
| ---- | -------- | -------- |
| 2005 | 109      |          |
| 2006 | 101      |          |
| 2007 | 104      |          |
| 2008 | 104      |          |
| 2009 | 89       |          |
| 2010 | 75       |          |
| 2011 | 83       |          |
| 2012 | 109      |          |
| 2013 | 103      |          |
| 2014 | 109      |          |
| 2015 | 112      |          |
| 2016 | 123      |          |
| 2017 | 120      |          |
| 2018 | 136      |          |
| 2019 |          | 222      |
| 2020 |          |          |
| 2021 |          |          |
| 2022 |          | 289      |

## 駅周辺
住宅と農地が混在している。
- 茨城県立石下紫峰高等学校

## バス路線
2024年（令和6年）4月より常総市のコミュニティバスであるJOY BUSの「三妻・五箇ルート」が発着している。

## 隣の駅
関東鉄道
■常総線
■快速
通過
■普通
三妻駅 - 南石下駅 - 石下駅

### 記事本文